# Tatort: Abseits
Abseits ist ein Fernsehfilm aus der Kriminalreihe Tatort der ARD, des ORF und SRF. Der Film wurde vom MDR produziert und am 28. November 2004 erstmals ausgestrahlt. Es handelt sich um die Tatort-Folge 581. Für den Kriminalhauptkommissar Bruno Ehrlicher (Peter Sodann) und seinen Kollegen Kain (Bernd Michael Lade) ist es der 15. Fall, in dem sie in Leipzig ermitteln.

## Handlung
„Leipzigs Garant für Erfolge im Sport: HARTMUT UTZ“. So prangt es von der Videowand des Zentralstadions, das in zwei Tagen feierlich wiedereröffnet werden soll. In den Katakomben des Stadions tragen dieser Utz und eine Frau schwer an einem Teppich, während im Stadion hektische Betriebsamkeit herrscht.
Hauptkommissar Ehrlicher, der mit Frederike gerade auf dem Weg nach Paris ist, wird beinahe von zwei Herren umgerannt, die eine französische Delegation vom Flughafen abholen und Herrn Utz entschuldigen. Noch während der Sicherheitskontrolle wird Ehrlicher vom Polizeipräsidenten zurückbeordert, da Susanne Fellner, die Personalmanagerin des Sportforums, am Osttor des Stadions erschlagen aufgefunden wurde. Die Kommissare finden außen am Tor Textilfasern und in den Katakomben den fehlenden Schuh des Opfers. Bei den Ermittlungen stoßen die Polizisten auf unzufriedene Arbeiter. Die junge Personalleiterin hatte sich unbeliebt gemacht, denn sie interessierte sich ausschließlich für ihre eigene Karriere. So hatte sie erst kürzlich den Angestellten Ralf Rogge fristlos entlassen. Anna Fellner, die Schwester der Ermordeten, ist bereits persönlich durch Hartmut Utz über den Totschlag informiert worden. Sie bestätigt, dass Ralf Rogge Susanne bedroht hat. Der vorbestrafte Ex-Boxer hatte Annas Tanzstudio renoviert, konnte sich dann mit Susanne nicht über den Preis einigen und war „ausgerastet“.
Der „Teufelskerl“ Hartmut Utz lässt sich derweil von der französischen Delegation feiern, die Tonbandaufnahmen aus seiner aktiven Zeit ausgegraben hat. Die beiden Kommissare erscheinen in diesem Moment und fragen ihn im Beisein des Polizeipräsidenten, warum er nicht gemeinsam mit Frau Fellner zum Flughafen gefahren sei. Seine Frau Hannelore liefert dazu nur eine vage Erklärung ab.
Noch in derselben Nacht demoliert Ralf Rogge das Fellner-Tanzstudio. Anna ruft die Polizei zu Hilfe, doch Rogge überwältigt die Streifenbeamten und bedroht Anna körperlich. Nachdem auch Kain eintrifft, gelingt es ihm, den Angreifer außer Gefecht zu setzen. Rogge bestätigt zwar den Krach mit Susanne, beteuert aber seine Unschuld an ihrem Mord. Anna Fellner erinnert sich, dass ihre Schwester seit kurzem im Tanzstudio einen Spind hatte. Kain findet darin eine Rechnung, die Susanne offenbar dort versteckt hatte. Die Rechnung, ausgestellt auf Pegasus Sportswear, führt in ein Lager des ehemaligen Fußballprofis Dirk Jammers, der sich höchst verdächtig verhält und sich zugleich mit Jost Meckel, dem Marketingmanager des Stadions, in Verbindung setzt. Schnell stellt sich heraus, dass Hannelore Utz hinter den Geschäften steckt und sie sich über diese Firma lukrative Aufträge des Stadions gesichert hatte. Zur Klärung der Vermutung dieser illegalen Geschäfte begeben sich die Kommissare ins Stadion. Der frisch gereinigte Teppich im Büro des Stadionleiters Utz findet das Interesse von Kain und Walter. Konfrontiert mit den nachweisbaren Blutspuren am Teppich, knickt Hartmut Utz ein und schildert die Vorgänge in der Tatnacht. Er hatte im Büro seine Frau kniend neben Fellners Leiche vorgefunden und sie mit ihr zusammen dann weggeschafft. Alles hat den Anschein einer Täterschaft von Hannelore Utz. Allerdings entlastet sie die Tatwaffe, da beide bisher davon ausgegangen waren, dass der tödliche Schlag mit einem der Pokale im Büro ausgeführt wurde, was die KTU aber nicht bestätigen kann.
Wie Ehrlicher herausfindet, hatte Susanne Fellner die zur Stadioneinweihung vorgesehene Ehrung des Platzwartes Georg Bracht zu seinem 40. Dienst-Jubiläum gestrichen. Bracht freute sich sehr auf dieses Ereignis, nun auch einmal vor so vielen Menschen bejubelt zu werden. Damit nicht genug, sollte er nach Fellners Willen auch noch entlassen werden. Sein Sohn Daniel, der es bis zum Ingenieur und technischen Leiter des Stadions gebracht hatte, war stolz auf seinen Vater und wollte ihm diese Demütigung ersparen. Als er von Fellners geplanten Schikanen erfuhr, schlug er mit seiner großen Metall-Taschenlampe auf sie ein.

## Kritik
Die Kritiker der Fernsehzeitschrift TV Spielfilm vergaben für diesen Tatort eine mittlere Wertung und schrieben, die Story sei dröge. Zur Abwechslung sieht man „Ex-„Derrick“-Assi Fritz Wepper und „Das Duo“-Kommissarin Charlotte Schwab mal auf der anderen Seite des Gesetzes“. Als Gesamtfazit zogen sie: „So packend wie ein Freundschaftsspiel“.